# Sheikh Tidiane Faye
Sheikh Tidiane Faye (* 19. Februar 1948) ist ein ehemaliger gambischer Hochspringer.

## Leben
Tidiane Faye gewann bei den British Commonwealth Games 1970 in Edinburgh mit der übersprungenen Höhe von 2,10 m die Bronzemedaille. Bei diesen Spielen nahm er an zwei weiteren Bewerben teil: Im Weitsprung schied er mit 7,02 m in der Qualifikation aus, und in der 4-mal-100-Meter-Staffel war er ein Teil des gambischen Teams, das im Vorlauf disqualifiziert wurde.
1973 gewann er bei den Panafrikanischen Spielen mit 2,04 m Silber, und 1974 wurde er bei den British Commonwealth Games in Christchurch mit 2,05 m Siebter.
Am 1. November 1974 stellte er in Banjul mit 2,18 m den aktuellen gambischen Rekord auf.
Zum ersten Mal reisten gambische Sportler 1976 zu Olympischen Sommerspielen. Als Protest gegen die Teilnahme der neuseeländischen Mannschaft, dessen Rugby-Union-Nationalmannschaft mit einer umstrittenen Tour kurz vor den Spielen den internationalen Sportbann gegen Südafrika gebrochen hatte, entschlossen sich die afrikanischen Länder, die Spiele von Montreal zu boykottieren. Gambia schloss sich diesem Boykott an und die fünf Sportler und zwei Funktionäre reisten wieder aus dem olympischen Dorf ab. Darunter waren die 4-mal-100-Meter-Staffel und 4-mal-400-Meter-Staffel mit den dafür vorgesehenen Läufern Bambo Fatty, Pierre Jallow, Bakary Jarju, Sheriff Mboge und Sheikh Tidiane Faye. Vier Jahre später lehnte das Gambia National Olympic Committee (GNOC) die Einladung zu den Olympischen Sommerspielen in Moskau ab und schloss sich damit dem Boykott der meisten westlichen Staaten an.